# Torre del Bierzo
Torre del Bierzo est une commune d'Espagne dans la province de León, communauté autonome de Castille-et-León.
Elle s'étend sur 119,29 km2 et comptait environ 2 562 habitants en 2011.

## Localités de la commune
La commune regroupe les localités suivantes, par ordre alphabétique :
- Albares de la Ribera
- Cerezal de Tremor
- Fonfría
- La Granja de San Vicente (es)
- Matavenero et Poibueno
- San Andrés de las Puentes
- San Facundo
- Santa Cruz de Montes
- Santa Marina de Torre (es)
- Santibáñez de Montes (es)
- Torre del Bierzo (chef-lieu)
- Tremor de Abajo
- Las Ventas de Albares (es)